# جگر پلیدماهی

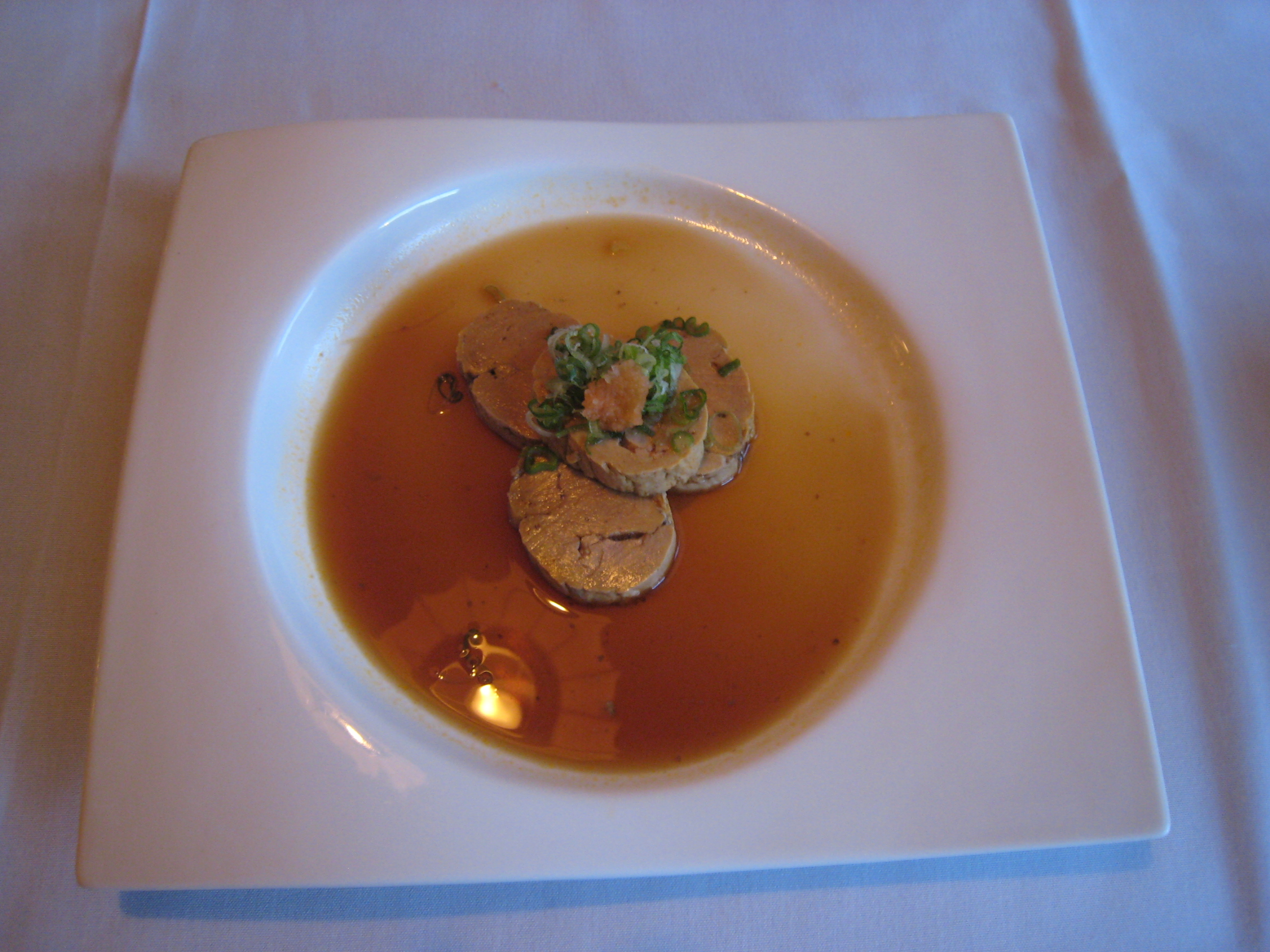

جگر پلیدماهی یا آنکیمو (به ژاپنی: 鮟肝) (انگلیسی: Ankimo) خوراکی است که از جگر یک نوع ماهی به نام پلیدماهی درست می‌شود. این خوراک در ژاپن به عنوان یکی از خوراک‌های لذیذ (چینمی) به‌شمار می‌آید. جگر پلیدماهی در فهرست لذیذترین خوراک‌ها که توسط سی‌ان‌ان تهیه شد در میان ۵۰ خوراک در رده ۳۲ قرار داشت.
برای تهیه آن، نخست جگر را با نمک می‌سایند و سپس با ساکی می‌شویند. پس از آن، رگ‌ها را درآورده و جگر را به صورت استوانه‌ای می‌غلتانند و بخارپز می‌کنند.
جگر پلیدماهی اغلب با مومیجی-اُروشی (ترب سفید که مقداری فلفل تند به آن زده شده)، پیازچه و سس پونزو سرو می‌شود. 